# Leandra Behr
Leandra Behr (* 5. Juli 1996) ist eine deutsche Florettfechterin und Zahnmedizinerin. Sie ist mehrmalige deutsche Meisterin und Europameisterschafts-Bronze-Gewinnerin mit der deutschen Nationalmannschaft.

## Leben
Leandra Behr wurde 1996 gemeinsam mit ihrer Zwillingsschwester Greta Behr geboren. Seit 2007 tritt sie für den Fecht-Club Tauberbischofsheim an. Ihre Eltern Matthias Behr und Zita Funkenhauser fochten einst ebenfalls sehr erfolgreich für Deutschland und den FC Tauberbischofsheim.
Sie studierte Zahnmedizin an der Julius-Maximilians-Universität in Würzburg. Derzeit arbeitet sie neben dem Leistungssport als Zahnärztin in Tauberbischofsheim. Sie ist Doktor der Zahnmedizin.

## Karriere
In der Jugend war Leandra Behr mehrfache Deutsche Meisterin in Einzel- und Mannschaftswettbewerben. Zudem nahm sie an Welt- und Europameisterschaften und zahlreichen internationalen Turnieren teil.
In den Jahren 2016 bis 2022 konnte Behr mit der Florett-Mannschaft vier Mal Deutsche Meisterin werden.
Im Jahr 2022 gewann sie beim Weltcup in Belgrad mit der Mannschaft den zweiten Platz und bei den Europameisterschaften in Antalya ebenfalls mit der Mannschaft Bronze. 2023 gewann sie erneut mit dem Team bei den European Games die Bronze-Medaille.

## Sportliche Erfolge

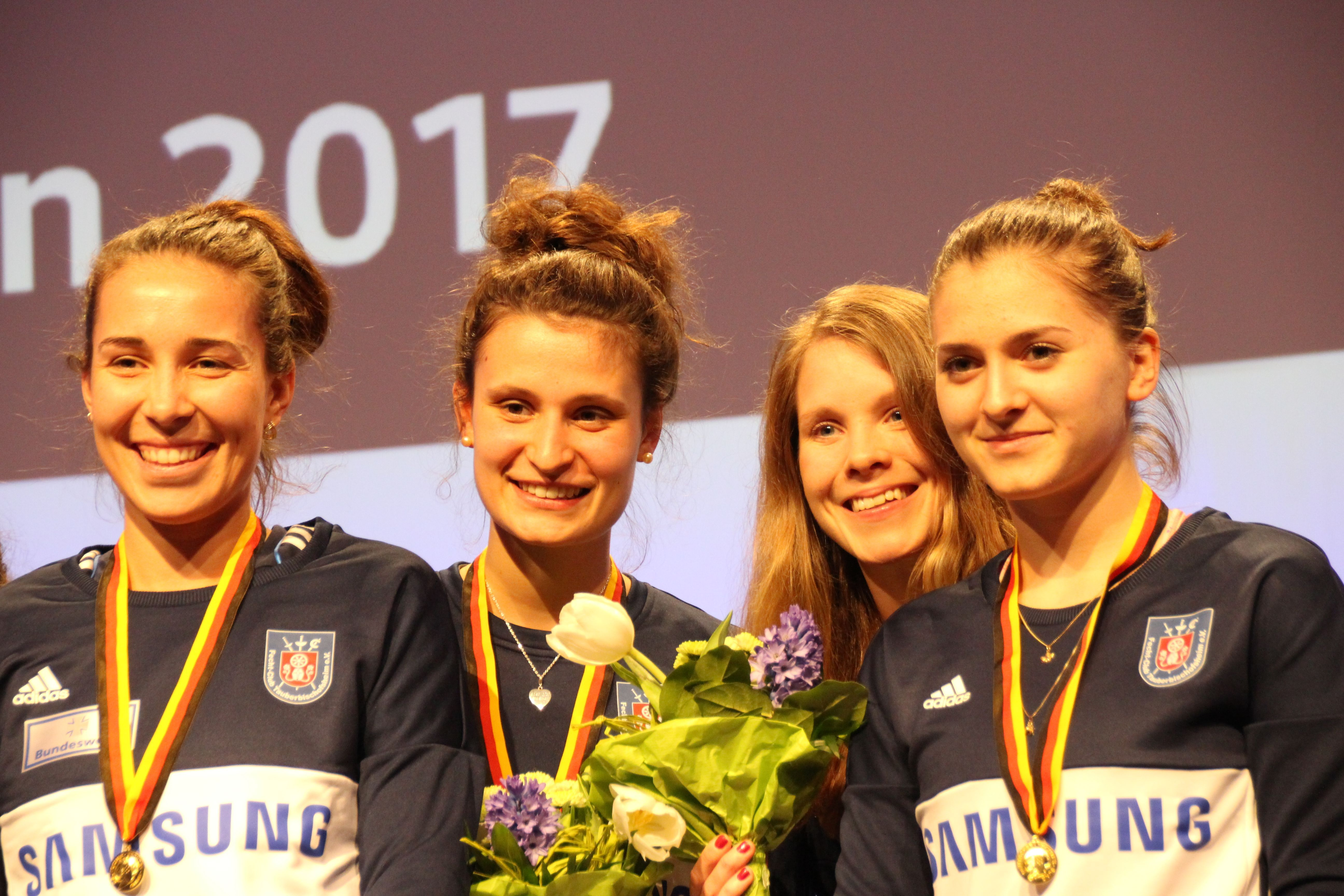
Leandra Behr (zweite von links) beim Gewinn der Deutschen Fechtmeisterschaft 2017 im Damenflorett (Mannschaft) mit ihren Teamkameradinnen vom Fecht-Club Tauberbischofsheim

### Deutsche Meisterschaften
- Dritter Platz Aktive Florett-Einzel: 2021, 2022
- Deutsche U20 Meisterin Florett-Einzel: 2014, 2015
- Dritter Platz U20 Florett-Einzel: 2016
- Deutsche U17 Meisterin Florett-Einzel: 2011
- Zweiter Platz U17 Florett-Einzel: 2012
- Dritter Platz U17 Florett-Einzel: 2013
- Deutsche Aktiven Meisterin mit der Florett-Mannschaft: 2016, 2017, 2018, 2022
- Dritter Platz Aktive mit der Florett-Mannschaft: 2019, 2021
- Deutsche U20 Meisterin mit der Florett-Mannschaft: 2011, 2014, 2015
- Zweiter Platz U20 mit der Florett-Mannschaft: 2012, 2016
- Deutsche U17 Meisterin mit der Florett-Mannschaft: 2011, 2012, 2013

### Europameisterschaften
- U20-Europameisterschaft 2015 in Maribor (SLO), Damenflorett Mannschaft: 4. Platz
- U17-Europameisterschaft 2013 in Budapest (HUN), Damenflorett: 5. Platz

### Weltmeisterschaften
- Kadetten-WM 2013 in Porec (CRO), U17 Damenflorett: 5. Platz

### Sonstige Erfolge
- Deutsche Hochschulmeisterschaft 2016 in Heidelberg, Aktive Damenflorett: 1. Platz